# Данци, Антон
Анто́н Да́нци (нем. Anton Danzi; 1768, Мангейм — после 1808) — немецкий певец (тенор), виолончелист и альтист.
Антон был младшим сыном мангеймского первого виолончелиста Инноценца Данци. У него были старшие братья Иоганн Баптист и Франц, а также сестре Франциска. Отец обучал его пению и игре на виолончели. В 1788 году он вошёл в штат Мюнхенской придворной капеллы как тенор. В течение двадцати лет выступал в Мюнхене на концертах и в операх. В 1808 году закончил свою карьеру певца, потому что его грудь ослабела. После этого играл в оркестре на альте.